# Tiento
El tiento es una forma musical para instrumentos solistas parecida a la fantasía, propia de la música española del siglo XVI. 
Aunque inicialmente se adoptó este nombre para composiciones musicales escritas para diferentes instrumentos como arpa, vihuela, clave u órgano, a partir de finales del siglo XVII solo se compusieron tientos para instrumentos de teclado, especialmente órgano. 
Se trata de una forma musical que intenta explotar las posibilidades del instrumento, pudiendo considerarse como antecesor del estudio, de hecho a veces se ordenan con dificultad creciente, como ejercicio de aprendizaje técnico.
Entre los compositores importantes que lo cultivaron, se pueden citar a Antonio de Cabezón, Francisco Correa de Arauxo y Juan Cabanilles.
A partir de 1800 el género perdió su popularidad, pero fue recuperado por algunos compositores del siglo XX como Cristóbal Halffter y Manuel Castillo.

## Tientos (flamenco)
Cuando se habla de tientos (en plural) se puede hacer referencia a un tipo de cante flamenco (palo flamenco), derivado de los tangos, que no tiene relación con la definición anterior.